# John Magnus Areskoug
John Magnus Areskoug, född den 15 juni 1874 i Stoby socken, död den 19 september 1962 i Göteborg var en svensk sjukgymnast och gymnastikdirektör.
Han besökte Paris år 1889 för världsutställningen där han var med om invigningen av Eiffeltornet. Han for år 1900 till London för att utbilda sig hos Henrik Kellgren på hans institut vid Eaton Square 49. Han blev utexaminerad 1903 och blev kompanjon med Kellgren. 
Areskoug gifte sig nästa år med en av Kellgrens döttrar, doktor Carolina "Karin" Vera Ferdinanda Kellgren (1879–1930). De gifte sig i Sanna, bröllopet bevistades av bland andra Drottning Sofia, Karin mottog från henne en dyrbar brosch av diamanter och opaler samt en utmärkt vacker bukett. Paret drev tillsammans med Kellgren dennes institut i London samt i Sanna från 1905 till 1916. De drev även institutet i Sanna en tid efter Kellgrens död. År 1917 började Areskoug driva en privatpraktik för herrar på Johannebergsgatan 28 i Göteborg, medan hustrun stannade en tid i Sanna där hon behandlade barn och kvinnor. Några år därefter flyttade de till Vasagatan 7 och upprättade sitt institut därstädes. Areskougs hustru blev svårt sjuk och hans systerdotter Gurli Warmark kallades för att hjälpa till med hemmet. Karin Areskoug dog år 1930 när yngste sonen var 10 år gammal. 
Efter hjälp från Gurli Warmarks far Hugo Warmark samt släkt i Ryssland gifte sig Gurli Warmark med John Magnus Areskoug år 1932 i Moskva. Gurli Warmark adopterade ganska snabbt den yngste av sönerna, men resten av syskonskaran tog det inte lika lätt. Deras nya styvmor var trots allt deras kusin, sonen Kell Areskoug blev så förargad att han gick till sjöss. Det nya paret flyttade till Teatergatan 38C i Göteborg. Areskoug fortsatte driva sin enligt sina patienter uppskattade privatpraktik fram till sin död.
Somrarna tillbringades huvudsakligen i Warmarkska villan i Svanesund men även hos släktingar på Särö och Marstrand. De sägs även ha fått originalreceptet på Crêpe Prins Bertil av Prins Bertil själv under en vickning. Areskoug förde även Kellgrens vapen, likaså hans söner, där samtliga hette Kellgren Areskoug.
John Magnus Areskoug avled vid 88 års ålder år 1962 och vilar på Östra Kyrkogården i Göteborg.

## Familj
John Magnus Areskoug var son till häradshövdingen Johan Anders Areskoug och Henriette Elisabeth Olson, och därmed dotterson till Carl Arcadius Olson.
Han var gift första gången 1904 med Carolina Vera Ferdinanda Kellgren, dotter till Henrik Kellgren samt syssling till Prins Aleksandr Nikolaevich Volkonskij, och barnbarn till general Gregor Kuzmich Jakowleff. De fick de fyra söner, häcklöparen och gymnastikdirektören Johan "Kell" (1906–1996), affärsmannen Ernst Holger Harry (1908–1991) gift med Birgit Lindström som var barnbarn till Julius Lindström, generalagenten John Ragnar "Johnny" (1910–1965) och översten Stig Arvid (1920–2008).
Andra gången gifte han sig 1932 i Moskva med sin systerdotter Gurli Maria Warmark, dotter till Hugo Warmark.
John Magnus Areskoug var kusin till dressyrryttaren Ragnar Olson samt farbror till översten Carl Areskoug, ingenjören och kaptenen Sigvard Areskoug samt översten Gunnar Areskoug. 